# Burton Blumert
Burton S. Blumert (Brooklyn, 11 de febrero de 1929–30 de marzo de 2009) fue presidente del Centro de Estudios Libertarios en Burlingame, California (Estados Unidos), cofundador y director del Mises Institute, y editor de LewRockwell.com. Durante su carrera de casi 50 años hasta su retiro en 2008, Blumert compró y vendió metales preciosos como propietario de Camino Coin Company.

## Vida
Habiendo estudiado en la Universidad de Nueva York, Blumert realizó una serie de proyectos de aplazamiento y finalmente se enlistó en la Fuerza Aérea de los Estados Unidos durante el período de la guerra de Corea.
Desde 1959 hasta 2008, Blumert administró Camino Coin Company, comerciando en lingotes y monedas. Al retirarse, la compañía queda a cargo de un empleado de larga trayectoria, y el conocido empresario dedicaría su tiempo a ser panelista de temas de artículos de consumo.

## Comentario político y social

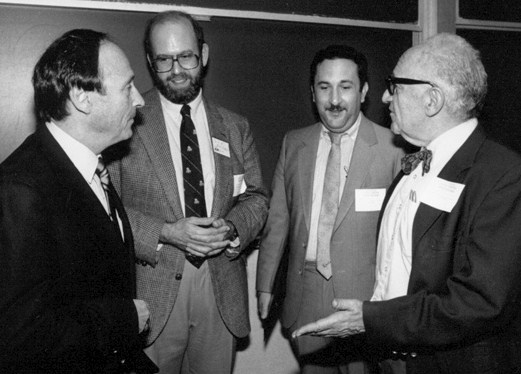
Blumert, con Lew Rockwell, economista y filósofo David Gordon, y Murray Rothbard.

En una entrevista cedida en 2008, Blumert habló que su experiencia en la industria de monedas lo motivó a adoptar una filosofía política liberal y a apoyar al defensor asociado Ron Paul, de quien fue director de su primera campaña presidencial en 1988. Además, Blumert era amigo cercano y seguidor de Murray Rothbard, con quien fundó el Centro de Estudios Libertarios en 1975.
Blumert, durante su presidencia en el Centro de Estudios Libertarios, publicó el Revista de Estudios Libertarios, el Boletín Informativo de la Economía Austriaca, y el Reporte Rothbard-Rockwell. Finalmente, el empresario también dirigiría el Instituto Ludwig von Mises y obtendría un puesto de editor en LewRockwell.com (LRC).
Blumert se consideró a sí mismo como anti-Rudy Giuliani, pro-Barry Bonds, y escéptico del sistema médico. Una selección de los ensayos de Blumert fueron recolectados en el libro de 2008, Bagels, Barry Bonds, y los Políticos Podridos, para el cual Lew Rockwell elaboró un prólogo.